# Pure Morning
Pure Morning este primul single de pe Without You I'm Nothing, cel de-al doilea album de studio al formației de rock alternativ Placebo. Piesa avea să aibă un succes neașteptat, fiind difuzată în heavy-rotation la toate posturile de radio din Marea Britanie, și fiind promovată intens chiar și în SUA. În varianta single, piesa este cu câteva zeci de secunde mai scurtă decât în varianta de pe album.
Piesa a apărut pe coloana sonoră a filmului The Chumscrubber, în care este vorba despre sinuciderea unui adolescent și despre reacțiile ciudate ale celui mai bun prieten al său, ale rudelor și ale comunității în general la aflarea acestei vești.

## Lista melodiilor

### CD1
1. „Pure Morning” (single edit) - 4:00
2. „Mars Landing Party” - 1:45
3. „Leeloo” - 5:19

### CD2
1. „Pure Morning” - 4:22
2. „Needledick” - 1:13
3. „Innocence of Sleep” - 3:46

## Despre versuri și creație

Coperta single-ului „Pure Morning”, CD2

Brian Molko spune despre această piesă că este „o celebrare a prieteniei cu femeile. E și un cântec (...) despre cum închei ziua în momentul în care ziua celorlalți de abia începe... te simți separat de lumea reală și-ți dorești un prieten (o prietenă) care să-și pună brațele în jurul gâtului tău și să facă totul să pară mai ușor.” Acest lucru este subliniat în mai multe locuri de versuri: „A friend in need's a friend indeed” este echivalentul expresiei românești „Prietenul la nevoie se cunoaște”, iar faptul că prietenul este de sex feminin e indicat de versurile „A friend with breasts and all the rest” („Un prieten cu sâni și cu tot restul”) și „A friend who bleeds is better” („Un prieten ce sângerează e mai bun” - o aluzie evidentă la menstruație).
Ideea încheierii zilei în momentul în care ceilalți de abia o încep avea să fie reluată și pe melodia „In The Cold Light Of Morning”, de pe albumul din 2006, Meds.
Conform spuselor lui Stefan Olsdal, melodia trebuia să fie inițial un B-side, fiind compusă și înregistrată după terminarea albumului propriu-zis (astfel explicându-se diferențele de ordin tilistic și liric față de restul albumului). Casa de discuri a luat însă hotărârea ca piesa să fie inclusă pe album.
Atitudinea lui Molko față de piesă avea să se schimbe de-a lungul anilor. În octombrie 2004, într-un interviu pentru All Music, Molko a mers până la a declara că piesa se numără printre preferatele sale, motivând că reprezintă o schimbare foarte importantă în sunetul abordat de formație: „'Pure Morning' a reprezentat primul nostru hit pe plan internațional, înainte de această piesă noi nu reprezentam nimic în America, și a fost de asemenea primul cântec în care am introdus elemente electronice în muzica noastră. Nu dădusem nicio importanță muzicii electronice înainte.” Într-un interviu din 2005 însă, formația a descris piesa drept un blestem etern, explicând că se simt obligați să o cânte la fiecare concert; făcând un joc de cuvinte, Stefan Olsdal a denumit-o „Pure Boring” (plictiseală pură). În anul 2007, în cadrul ultimului concert din turneul Projekt Revolution, Molko a declarat pe scenă, în fața spectatorilor: „Detest această piesă nenorocită. Turneul se termină în această seară și mă bucur la gândul că nu o voi mai cânta niciodată.”

## Despre videoclip
Regizat de Nick Gordon, videoclipul îl prezintă pe Brian Molko stând pe acoperișul unei clădiri, gata-gata să se arunce în orice clipă, în vreme ce, de jos, poliția și rudele încearcă să îl determine să coboare. Din spatele său se deschide o ușă și un polițist intră în încăpere în goană; însă, exact în momentul în care mai avea puțin pentru a fi salvat, Molko încrucișează degetele și se aruncă în gol. La jumătatea căderii însă, se oprește în picioare pe peretele clădirii și continuă să meargă în jos, spre stupefacția celor prezenți. Steve Hewitt și Stefan Olsdal apar și ei în câteva cadre în rolurile unor indivizi care sunt arestați de poliție din motive necunoscute.
Videoclipul este inspirat, după cum declara Molko pe DVD-ul Once More With Feeling, de un film vechi, în care personajul principal stă toată ziua pe acoperișul unei clădiri, fără a se lămuri prezența sa acolo. Acțiunea clipului poate fi concentrată practic în câteva secunde, însă cadrele se repetă, și scenele sunt privite din toate unghiurile; în plus mișcările sunt redate în slow-motion.
Videoclipul a fost nominalizat la premiul Best British Video din cadrul Brit Awards 1999, dar a pierdut în favoarea clipului la piesa „Millenium” a lui Robbie Williams.

## Poziții în topuri
- 4 (Marea Britanie)[10]
- 19 (US Modern Rock Tracks)
- 40 (US Mainstream Rock Tracks)